# 스페인인
스페인인(Spaniards, Españoles)은 스페인 출신 혹은 스페인에 거주하는 대다수의 민족을 지칭한다. 또다른 뜻으로는 스페인의 국민(시민권자)를 뜻한다. 보통은 전자의 표현이 더 많이 사용된다. 이베리아반도의 대다수를 차지하며 하나의 단일 민족이라기보다는 여러 민족이 나뉘었다고 본다. 이베리아반도에는 오래전부터 이민사가 있었기 때문에 다양한 출신의 민족들이 있다. 일부 민족은 과거 스페인의 식민지 국가 출신이며 라틴아메리카 출신이 많다.

## 역사적 배경
스페인 일대의 이베리아반도에서 거주한 선사 시대인은 35000-40000년 전부터 이곳에 왔다고 한다. 최근의 연구에 따르면 기원전 4,000년 전부터 본격적인 지역 개발이 이뤄졌으며 대개는 지중해 연안에서 거주했다고 한다.
켈트족이 기원전 9세기-6세기경 도착했으며 중앙부와 북부에 머무르며 이베리아족과 관계를 가졌던 것으로 보인다. 페니키아의 식민지 개척에 따라 남부 해안 지방이 도시로 발전했다. 이후 카르타고인들이 성공적으로 해안가에 식민도시를 세웠으며 2차 포에니 전쟁은 이베리아반도에서 일어났다.
로마 제국이 기원전 2세기 이베리아반도를 통일하면서 대부분의 지역이 라틴어를 말하게 됐다. 당대에 거쳐 현재의 언어들이 생겨났다. 바스크어를 제외하고 카탈루냐어, 스페인어 등이 탄생됐다. 히스파니아라는 이름을 얻으면서 이베리아반도는 로마 제국에서 중요한 식민지의 위치를 차지하게 됐다.
게르만족의 서고트족이 409년 즈음 이란 계통의 민족과 피레네 산맥을 넘어 남하했다. 이에 따라 서고트왕국이 남부 이베리아반도를 점령하고 3세기 동안 영향력을 떨쳤다. 현재 안달루시아 지방의 이름은 당대 Vandalusia라고 부르던 것이 변형된 것으로 볼 수 있다.
711년 무슬림의 이베리아반도 침략이 이뤄지면서 베르베르인과 아랍인 인구가 많아졌다. 아스투리아스 제국을 빼고는 모든 지역을 3-8세기 동안 장악했다. 당대에는 이슬람 인구가 기독교 인구를 훨씬 웃돌았다고 한다. 10세기에 기독교 세력의 남하가 본격적으로 이뤄지면서 이슬람 인구의 강성이 끝나게 됐다. 결국 레콩키스타를 통해 쫓겨난 이슬람 세력은 대부분 스페인을 떠나고 모로코와 북아프리카 일대로 떠났다.
카스티야 왕국과 아라곤 왕국 연합은 스페인의 단일 국가를 성립하게 됐으며 이 형태가 지금까지 오고 있다. 카나리아 제도는 독립적인 민족이 거주하며 민족적 특성과 유래에 대해서는 역사학자와 언어학자 간에 논란의 여지가 아직도 많다.

### 이민
16세기 24만 명에 달하는 인구가 아메리카로 떠나 유출됐다. 17세기에는 45만 명이 추가로 늘어났다. 16세기에는 페루와 멕시코 일대의 정복 활동에 따라 이민이 더욱 가속화 됐으며, 1850-1930년대에는 350만 명의 스페인인이 본국을 떠나 아르헨티나, 우루과이, 브라질, 쿠바로 몰려갔다. 1840-90년까지는 4만 명의 카나리아 사람들이 베네수엘라로 이민가기도 했다.
스페인 내전 때 50만 명의 피난민들이 프랑스로 건너갔다. 1961-74년까지 서유럽 노동교환 프로그램에 따라 매년 10만 명의 사람들이 타국으로 떠나게 됐다.
2007년 유럽 전체에 걸친 연구에 따르면 스페인인은 유럽의 가장 남서쪽에 위치하는 지리적 위치에 군집해 있으며 유럽인으로서는 가장 오래된 역사를 갖고 있다고 한다. 북쪽에서 남동쪽으로 인구가 퍼졌으며 동서측으로 인구밀집이 나뉜다.

## 하위 그룹
스페인은 지역적 특색이 강하게 나타나는 나라이므로, 지역에 따라 여러 종족 집단으로 구분된다.
지역 민족 구분
- 갈리시아인
- 레온인
- 바스크인
- 발레아레스인
- 발렌시아인
- 아라곤인
- 아스투리아스인
- 안달루시아인
- 에스트레마두라인
- 카나리아인
- 카스티야인
- 카탈루냐인
- 칸타브리아인

## 같이 보기
- 스페인 사람 목록